# براد بيت
براد بيت (بالإنجليزية: Brad Pitt)؛ (مواليد 18 ديسمبر 1963 –)، ممثل ومنتج أفلام أمريكي. ولد باسم ويليام برادلي بيت (بالإنجليزية: William Bradley Pitt)‏ في أوكلاهوما، الولايات المتحدة، وترعرع في ولاية ميسوري. قام بالتمثيل في عدة أفلام منها فيلم نادي القتال في عام 1999، وفيلم السرقة أوشن 11 في عام 2001، وجزئه الثاني في عام 2004، وجزئه الثالث في عام 2007، وفيلم طروادة في عام 2004، وفيلم بابل في عام 2006. في عام 2005 قام بالتمثيل مع أنجلينا جولي في فيلم السيد والسيدة سميث.
جاءت شهرة بيت بعدما لعب دور راعي بقر متجول في فيلم الطريق ثيلما ولويز في عام 1991. لعب أدوارًا رئيسيةً في أفلام ذات ميزانية ضخمة مثل فيلمي الدراما النهر يجري من خلالها في عام 1992 وأساطير الخريف في عام 1994، بالإضافة إلي فيلم الرعب مقابلة مع مصاص الدماء في عام 1994. نال استحسان النقاد من خلال أدائه في فيلم الإثارة والجريمة سبعة في عام 1995 وفيلم الخيال العلمي 12 قردًا. فاز عن دوره في الفيلم الثاني بجائزة الغولدن غلوب لأفضل ممثل مساعد في فيلم وترشح للأوسكار.
ترشح بيت لجائزة الأوسكار عن دوره في فيلم الحالة المحيرة لبنجامين بتن في عام 2009 وعن دوره في فيلم كرة المال في عام 2012. جاءت أعظم نجاحات بيت التجارية مع مجموعة من الأفلام منها فيلم حرب الزومبي العالمية في عام 2013 وفيلم حدث ذات مرة في هوليوود في عام 2019، والذي فاز عن دوره فيه بثاني جائزة غولدن غلوب له وجائزة الأوسكار لأفضل ممثل مساعد. قام بيت بإنتاج فيلم المغادرون (2006) وفيلم عبد لإثني عشر عامًا (2013)، وكلاهما فازا بجائزة الأوسكار لأفضل فيلم. كما أنتج فيلم شجرة الحياة (2011)، وفيلم كرة المال (2011)، وفيلم العجز الكبير (2015)، وجميعهم ترشحوا لجائزة الأوسكار لأفضل فيلم. يُعد بيت ثاني ممثل يفوز بجائزتي أوسكار أفضل ممثل مساعد وأفضل فيلم.
لكونه شخصية عامة، يُعتبر بيت واحد من أكثر الأشخاص قوةً وتأثيراً في صناعة الترفيه الأمريكية. كما اعتُبر أكثر رجل جاذبيةً في العالم من قِبل وسائل الإعلام المختلفة لسنوات عديدة وحياته الشخصية هي موضوع دعاية واسعة النطاق. بيت هو طليق الممثلة جينيفر أنيستون، وقد ارتبط مع الممثلة الشهيرة أنجلينا جولي في علاقة غرامية وتزوجها، وانفصلا بعد عامين من الزواج. لديه منها 3 أطفال وتبني معها 3 أطفال آخرين. شارك بيت في تأسيس شركة الإنتاج بلان بي إنترتينمينت.

## البدايات
وُلد ويليام برادلي بيت في الـ18 من ديسمبر 1963 بمدينة شوني بولاية أوكلاهوما الأمريكية، ونشأ في مدينة سبرينغفيلد بولاية ميسوري، حيث كان يعمل والده، ويليام ألفين بيت، مديرًا في إحدى شركات النقل. وكانت والدته، جين إيتا (الاسم قبل الزواج: هيلهاوس)، مستشارة أسرية.[بحاجة لمصدر] بيت هو الأخ الأكبر لشقيقه رجل الأعمال دوغلاس ميتشل (مواليد 1966 –) وشقيقته جولي نيل. التحق بيت في سبرينغفيلد بمدرسته الثانوية وبدأ التعبير عن طاقاته من خلال الاشتراك في الأنشطة الرياضية بالمدرسة، حيث كان عضوًا بفرق الغولف، والسباحة، والتنس. كما شارك في نوادي مختلفة بالمدرسة، وفي المناظرات المدرسية، وفي الحكومة الطلابية، وفي المسرحيات الموسيقية. نشأ براد بيت في أسرة مسيحية محافظة، تتبع الكنيسة المعمدانية الجنوبية، إلا أنه صرح بأنه «ليس له علاقة كبيرة بالدين» وأنه «يتأرجح بين اللاأدرية والإلحاد». وفي وقت لاحق، نجح في تسوية إيمانه بالروحانية.
وفي جامعة ميسوري، درس بيت الصحافة وتخصص في دراسة الإعلان، وشارك في تقديم بعض العروض التلفزيونية. مع اقتراب تخرجه وقتها، لم يشعر بيت بأنه مستعد للاستقرار. كان يحب الأفلام—«بوابة إلى عوالم مختلفة بالنسبة لي»—وبما أن الأفلام لم تُصنع في ميسوري، قرر أن يذهب إلى حيث صُنعت. ترك دراسته الجامعية قبل التخرج بوقت قصير، بعد أن سيطر عليه حلم الشهرة والتمثيل. بعدها انتقل إلى لوس أنجلوس بـ325 دولارًا، وهو كل ما كان يتحصل عليه في ذلك الوقت للالتحاق بدروس التمثيل بأحد المعاهد، واضطر وقتها للعمل في أعمال بسيطة كنادل وسائق ليموزين لنقل فنانات الاستعراض، إلى أن أُسند له دور صغير في مسلسل شبكة سي بي إس الأمريكي الشهير دالاس عام 1987. ظهر بيت في 4 حلقات من المسلسل في دور راندي، صديق تشارلي وايد، لعبت دورها الممثلة شالان ماكال. في مايو 1987، كان قد قدم أول دور تلفزيوني له بظهوره في حلقتين من مسلسل السوب أوبرا عالم آخر، والذي عُرض علي شبكة إن بي سي. وفي نوفمبر 1987، ظهر كضيف شرف في مسلسل شبكة سي بي إس السيت كوم التجربة والخطأ. وظهر في حلقتين من مسلسل شبكة إيه بي سي السيت كوم آلام النمو. وفي نفس العام، قدم فيلم الأرض القاحلة، حيث لمس مخرج الفيلم، بيتر ويرنر، موهبته وحاول أن يضعه على أول طريق النجومية. وظهر بيت في عام 1988 بوجه بوليسي جاد في مسلسل شبكة فوكس الدرامي البوليسي 21 شارع جامب؛ وأسهم بعدها في عدد من الأدوار التلفزيونية الصغيرة التي لم تجد أي صدى، إلا أن تلك الأدوار كانت سببًا في وصوله لأعتاب استديوهات هوليوود بالفيلم اليوغسلافي-الأمريكي الجانب المظلم من الشمس عام 1988 وكانت أولى بطولاته المطلقة، إلا أن الفيلم ظلّ حبيسًا بسبب اندلاع الحرب الكرواتية ولم يخرج للنور إلا عام 1997. لعب بيت في الفيلم دور شاب أمريكي اصطحبته عائلته إلى البحر الأدرياتيكي لإيجاد علاج لحالة جلدية. وفي عام 1989، ظهر بيت بوجهين مختلفين، فأبلى بلاءً حسنًا في الأداء الكوميدي في فيلم سعداء معا، ثم شارك في فيلم الرعب فصل التقطيع، وهو أول فيلم لبيت يُعرض في دور العرض.
لعب بيت دور بيلي كانتون، وهو مدمن مخدرات يستغل هاربة شابة (لعبت دورها الممثلة جوليت لويس) في فيلم شبكة إن بي سي التلفزيوني صغير جدًّا على الموت؟، عن قصة مراهق تعرض للإساءة حُكم عليه بالإعدام لارتكابه جريمة قتل. كتب الناقد كين تاكر من مجلة إنترتينمنت ويكلي: «بيت سفيه رائع كصديقها ذو القلنسوة؛ يشبه ويبدو وكأنه جون كوغار ميلينكامب الحاقد، إنه مخيف حقًا.» في نفس العام، شارك بيت في بطولة مسلسل الدراما أيام مجيدة وقدم دورًا مساعدًا في فيلم شبكة إتش بي أو التلفزيوني الصورة. وبفيلم الطريق ثيلما ولويز، من إخراج ريدلي سكوت، عام 1991، تحول بيت لنجم من نجوم هوليوود. وعلى الرغم من قلة مساحة دوره في الفيلم، فإنه استطاع لفت الأنظار إليه، ليبدأ مشوارًا من الدفاع عن أولى خطوات نجاحه وسط عمالقة من نجوم السينما الأمريكية، ليتحول من ممثل لا يتعدى ظهوره على الشاشة ربع الساعة إلى نجم من أبرز نجوم أمريكا. لعب بيت دور جاي.دي، وهو مجرم صغير يصادق ثيلما التي لعبت دورها الممثلة جينا ديفيس. تم الاستشهاد بمشهد حبه مع ديفيس باعتباره الحدث الذي عرّف بيت كرمزًا جنسيًّا. وقد حاول بيت استغلال النجاح الذي وصل له في فيلم ثيلما ولويز، فقدم فيلم عبر المسارات في نفس العام، والذي لعب فيه دور جو مالوني، وهو عداء في مدرسة ثانوية مع شقيقه المجرم، والذي لعب دوره الممثل ريكى شرودر، ثم فيلم جوني سويد الذي وصل لمستوى نجاح الفيلم الأول من العام، والذي لعب فيه دور نجم روك طموح. وقد اعتمدت هذه الأفلام على وسامة النجم الشاب في المقام الأول، دون النظر لموهبته وتميز أدائه. واستكمل هذه الأفلام بفيلم الفنتازيا واللايف أكشن/الرسوم المتحركة العالم الرائع، والفيلم القصير اتصال، وفيلم السيرة الذاتية النهر يجري من خلالها، وجميع هذه الأفلام صُدرت في عام 1992، بالإضافة إلي فيلم الطريق كاليفورنيا في عام 1993.
في فيلم النهر يجري من خلالها للمخرج روبرت ريدفورد، لعب بيت دور بول ماكلين. وصفت الكاتبة جانيت موك من مجلة بيبول تجسيد بيت للشخصية كأداء يصنع المهنة، أقر بيت بأنه شعر بالضغط عند تصوير الفيلم وأعتقد أنه كان أحد «أضعف أداءاته... إنه غريب جدًا لدرجة أنه انتهى به الأمر إلى أن يكون أكثر الأداءات التي حظيت بها بأكبر قدر من الاهتمام.» وقد ذكر أنه استفاد من العمل مع طاقم تمثيل وطاقم عمل موهوبين. قارن بيت العمل مع ريدفورد بلعب التنس مع لاعب متفوق، قائلاً: «عندما تلعب مع شخص أفضل منك، فإن لعبتك تتحسن.» في فيلم كاليفورنيا، عاد بيت للتعاون مع الممثلة جوليت لويس ولعب دور إيرلي غرايس، وهو قاتل متسلسل وزوج مسيء لزوجته أديل كورنرز (لعبت دورها لويس). وصف الناقد بيتر ترافرز من مجلة رولينغ ستون أداء بيت بأنه «رائع، وكله سحر صبياني ثم شخير يعبر عن خطر محض.»

## النجومية

### 1993–1998
على قدر ما ساعدته وسامته في لفت الأنظار إليه، فإنه عانى كثيرًا في كشف موهبته الحقيقية التي لم يلتفت إليها كثير من الناس، وظل حبيس تلك النظرة التي رآها تقتل حلمه وموهبته، فواجهها بالأداء الرومانسي البارع في فيلم الرومانسية الحقيقية عام 1993، والذي لعب فيه دور متعاطي مخدرات يُدعى فلويد. قدم بيت دورًا كوميديًا بالفيلم وفاز بجائزة شوويست لنجم الغد. وجاء عام 1994 كعلامة فارقة في مسيرته الفنية؛ إذ طرق أبواب النجومية بأدوار الأكشن والغموض. قدم بيت شخصية مصاص الدماء لويس دي بوانت دو لاك في فيلم الرعب مقابلة مع مصاص الدماء، واستطاع الظهور بوضوح بين نجمين لامعين من جيله هما أنتونيو بانديراس وتوم كروز. الفيلم مُقتبس من رواية تحمل نفس الاسم تم إصدارها سنة 1976 للمؤلفة الراحلة آن رايس. بالرغم من أن أداؤه تم استقباله بشكل سيئ، إلا أنه فاز بجائزتي إم تي في للأفلام في حفل 1955. وفقًا لصحيفة دالاس أوبزرفر، «يُعد براد بيت [...] جزءًا كبيرًا من المشكلة [في الفيلم]. عندما يُبرز المخرجون جانبه المغرور، والجذاب، والشعبي [...] يكون من الممتع مشاهدته. ولكن لا يوجد شيء فيه يوحي بالعذاب الداخلي أو حتى الوعي الذاتي، مما يجعل لويس مملًا.» كما قدم بيت فيلم أساطير الخريف مع أنتوني هوبكنز، وأيدان كوين، وهنري توماس. الفيلم مأخوذ عن رواية تحمل نفس الاسم للروائي الراحل جيم هاريسون وتدور أحداثه في الغرب الأمريكي خلال العقود الأربعة الأولى من القرن العشرين. لعب بيت دور تريستان لودلو، نجل العقيد ويليام لودلو، الذي يلعب دوره هوبكنز، وهو مهاجر كورني. ترشح بيت لأول جائزة غولدن غلوب له، فئة أفضل ممثل. على الرغم من أن استقبال الفيلم كان بمراجعات مُختلطة، أشاد العديد من نقاد السينما بأداء بيت. قالت الصحفية جانيت ماسلين من صحيفة نيويورك تايمز: «إن مزيج بيت الخجول من التمثيل والموقف يعمل على مثل هذا الكمال الجذاب، إنه لأمر مخزٍ أن تُعيق سطحية الفيلم طريقه.» توقعت صحيفة ديزيريت نيوز أن فيلم أساطير الخريف سيرسخ سمعة بيت كممثل رئيسي.
وفي عام 1995، كان لفيلم الإثارة والجريمة سبعة مع النجم مورغان فريمان، والممثلان كيفين سبيسي وجوينيث بالترو، دور كبير في اكتشاف موهبة بيت من جديد؛ إذ لعب دور محقق يتعقب قاتل متسلسل يستهدف الأشخاص الذين يعتبرهم مذنبين بارتكابهم السبع خطايا المميتة. وكان بيت قد أعرب عن نيته في الانتقال من «هذا الشيء 'الصبي الجميل' [...] ولعب دور شخص به عيوب.» وقد لاقى أدائه استحسانًا كبيرًا، إذ قالت مجلة فارايتي إنه كان تمثيل شاشة في أفضل حالاته، مما زاد من ملاحظة قدرة بيت على تحويل «وظيفة حازمة، وحيوية، وجديرة بالثقة» بصفته المحقق. حقق الفيلم 100 مليون دولار أمريكي في جميع أنحاء العالم. وفي نفس العام، قدم بيت فيلم الخيال العلمي 12 قردًا، إخراج تيري غيليام، والذي حصل بدوره على جائزة الغولدن غلوب، كما تم ترشيحه لجائزة أوسكار، لعب بيت دور لا سلطوي مظطرب عقليًّا يُدعي جيفري غوينز. تلقى الفيلم تقييمات إيجابية في الغالب، مع الإشادة ببيت على وجه الخصوص. وصفت جانيت ماسلين من صحيفة نيويورك تايمز فيلم 12 قردًا بأنه «شرس ومزعج» وعلقت على «أداء بيت الجنوني بشكل مذهل»، مُختتِمةً كلامها قائِلةً أنهُ «يثير جيفري بمغناطيسية غريبة تصبح مهمة لاحقًا في الفيلم.»

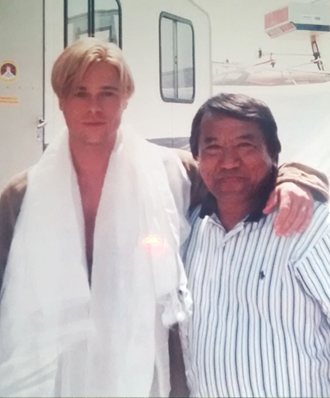
بيت مع المؤلف لوسانغ ثوندين في موقع تصوير فيلم سبع سنوات في التبت بالأرجنتين في عام 1997.

وشهدت تلك الفترة حالة من الارتباك والتوتر في مشوار بيت الفني، فتراجع قليلًا مع دور قصير في فيلم الدراما القانونية المُقتبس من رواية تحمل نفس الاسم للكاتب الأمريكي من أصول إيطالية لورينزو كاركاترا النيام عام 1996، والذي تلقي ردود فعل مُتباينة. وفي عام 1997، قدم فيلم الشيطاني؛ حيث شاركه البطولة هاريسون فورد، ما وضعه في مقارنة جدية كانت بالطبع في صالح الأخير. لعب بيت دور إرهابي بالجيش الجمهوري الأيرلندي ويُدعي روري ديفاني. من أجل التحضير للدور، تعلم بيت اللهجة الأيرلندية وانقسمت الآراء النقدية حول لهجته؛ وكتبت صحيفة سان فرانسيسكو كرونيكل «يجد بيت النغمة الصحيحة للغموض الأخلاقي، ولكن في بعض الأحيان تكون لهجته الأيرلندية مقنعة للغاية – من الصعب فهم ما يقوله.» ورأت صحيفة تشارلستون جازيت-ميل أنها فضلت لهجة بيت على الفيلم. حقق الفيلم 42 مليون دولار أمريكي في جميع أنحاء العالم، محققاً فشلاً نقدياً. كما ظهر بيت في العام نفسه في دور متسلق الجبال النمساوي هاينريش هارير في فيلم سبع سنوات في التبت للمخرج الفرنسي جان جاك أنو. تدرب بيت لعدة أشهر على هذا الدور، والذي تطلب تدريب مهم علي تسلق الجبال والرحلات الطويلة، بما في ذلك تسلق الصخور في كاليفورنيا وجبال الألب الأوروبية مع الممثل المُشارك في البطولة ديفيد ثيوليس. وفي عام 1998، قدم بيت فيلم الخيال الرومانسي تعرف على جو بلاك، ثم فيلم نادي القتال عام 1999، كما ظهر كضيف شرف في فيلم أن تكون جون مالكوفيتش في نفس العام. في فيلم تعرف على جو بلاك، قدم بيت تجسيدًا للموت يسكن جسد شاب ليتعلم كيف يبدو أن يكون إنسانًا. تلقى الفيلم آراءًا متباينة، وانتقد الكثيرون أداء بيت. وفقًا لما ذكره الناقد السينمائي ميك لاسال من صحيفة سان فرانسيسكو كرونيكل، لم يكن بيت قادرًا على «جعل الجمهور يعتقد أنه يعرف كل ألغاز الموت والخلود.» بينما علق الناقد السينمائي روجر إيبرت قائلًا: «بيت ممثل جيد، لكن هذا الأداء سوء تقدير.»

### 1999–2003
في فيلم نادي القتال للمخرج ديفيد فينشر، لعب بيت دور تايلر دردن. الفيلم مُقتبس من رواية تحمل نفس الاسم للروائي تشاك بولانيك. قام بيت بالتحضير للدور من خلال دروس في الملاكمة، والتايكوندو، والغرابلينغ. كما وافق على إزالة أجزاء من أسنانه الأمامية التي تم ترميمها عند انتهاء التصوير. أثناء الترويج للفيلم، قال بيت إن الفيلم يستكشف عدم إخراج عدوانية المرء على شخص آخر ولكن «الحصول على تجربة، وتلقي لكمات أكثر، ومعرفة كيف ستخرج على الطرف الآخر.» تم عرض الفيلم لأول مرة في مهرجان البندقية السينمائي الدولي 1999. على الرغم من الرأي النقدي المُنقسم حول الفيلم ككل، إلا أنه تم الإشادة بأداء بيت على نطاق واسع. لاحظ الناقد السينمائي باول كلينتون من شبكة سي إن إن الطبيعة المحفوفة بالمخاطر ولكن الناجحة للفيلم، في حين علقت مجلة فارايتي على قدرة بيت على أن يكون «رائعًا، وجذابًا، وجسديًا أكثر ديناميكيًا، ربما أكثر من [...] دوره المُميز في فيلم ثيلما ولويز.» على الرغم من الأداء الأسوأ من المُتوقع في شباك التذاكر، أصبح فيلم نادي القتال أحد أشهر الأفلام الكلاسيكية الكالت بعد إصداره على قرص الدي في دي في عام 2000.
بداية من الألفية الثانية، اتخذ أداء بيت طابعًا خاصًا، حيث لعب دور ملاكم متجول أيرلندي مع لهجة تكون بالكاد واضحة في فيلم العصابات سناتش عام 2000 للمخرج البريطاني غاي ريتشي. انتقد العديد من المراجعين الفيلم؛ ومع ذلك، أشاد معظمهم بأداء بيت. قال الناقد السينمائي ميك لاسال من صحيفة سان فرانسيسكو كرونيكل أن بيت كان «يُصنّف بشكل مثالى كرجل أيرلندي لهجته ثقيلة جدا حتى أن البريطانيين لا يمكنهم أن يفهمونه»، مضيفًا أن بيت قبل فيلم سناتش كان «مُكبل بأدوار تدعو إلى تأمل الاستبطان، لكنه مؤخرا وجد دعوته في الفظاعة الكوميدية السوداء والانبساط المُبهرج؛» في حين أن المؤلفة إيمي توبين من صحيفة ذا فيليج فويس زعمت أن «بيت يستخلص أقصى قدر من الكوميديا من دور النكتة الوحيد». في العام التالي، لعب بيت دور البطولة أمام النجمة جوليا روبرتس في فيلم الكوميديا الرومانسية المكسيكي، وهو الفيلم الذي حصل على العديد من المراجعات، لكنه حقق نجاحًا في شباك التذاكر. وبدءًا من فيلم الإثارة عن الحرب الباردة لعبة تجسس عام 2001، من إخراج توني سكوت وشاركه النجم الكبير روبرت ريدفورد البطولة، استحق أن يقف في مصاف نجوم الصف الأول ويضاهي اسمه عمالقة نجوم هوليوود، دون أن يؤثر ذلك سلبًا على أدائه في الفيلم. لعب بيت دور توم بيشوب، عميل سري في وحدة النشاطات الخاصة في وكالة المخابرات المركزية، بتوجيه من ناثان موير (لعب دوره ريدفورد). لاحظ موقع صالون دوت كوم أنه لا بيت ولا ريدفورد قدما «الكثير من التواصل العاطفي للجمهور». حقق الفيلم 143 مليون دولار أمريكي في جميع أنحاء العالم.

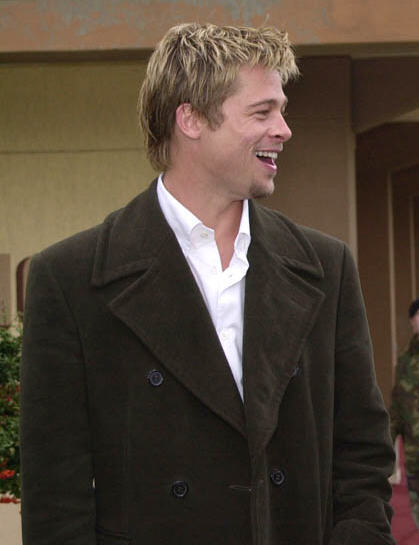
بيت في تركيا عام 2001.

وفي 2001، قدم بيت فيلم السرقة عصابة أوشن الإحدى عشر (المُقتبس من فيلم تم إنتاجه عام 1960، من بطولة النجم فرانك سيناترا)، وشاركه البطولة النجوم جورج كلوني، ومات ديمون، وجوليا روبرتس، وأندي غارسيا، ودون شيدل، وكيسي أفليك، وأخرجه المخرج الحائز علي الأوسكار ستيفن سودربيرغ. وحقق نجاحًا ملحوظًا، فكان الجزء الأول من سلسلة أفلام ثلاثية؛ حيث تم إنتاج فيلمي عصابة أوشن الإثنى عشر عام 2004 وعصابة أوشن الثالثة عشر عام 2007، لكنهما لم يحققا نفس النجاح الذي حققه الجزء الأول. لعب بيت في الفيلم دور اللص المخادع راستي راين، وهو الذراع اليمين لداني أوشن (اسم شخصية كلوني في الفيلم). حقق الفيلم نجاحًا نقديًا وماليًا، حيث حقق مجموع 450 مليون دولار أمريكي في جميع أنحاء العالم، ما جعله خامس أعلى فيلم إيرادًا لعام 2001. ترشح بيت لجائزة الإيمي لأفضل ممثل ضيف شرف في مسلسل كوميدي عن ظهوره كضيف شرف في الموسم الثامن من المسلسل الشهير فريندز، حيث لعب دور رجل يحمل ضغينة ضد رايتشل غرين، لعبت دورها الممثلة جينيفر أنيستون، واللذان كانا متزوجان في ذلك الوقت. في فبراير 2002، ظهر بيت في حلقتان من مسلسل قناة إم تي في التلفزيوني الواقعي جاكاس. في نفس العام، ظهر بيت كضيف شرف في فيلم اعترافات عقلية خطيرة، وهو أولي تجارب جورج كلوني الإخراجية. في عام 2003، قدم بيت أول دور صوتي له في فيلم دريم ووركس الأنیميشن سندباد، حيث لعب دور البحار سندباد. ولعب دور باتش، شقيق بومهاور، في مسلسل الرسوم المتحركة كينغ أوف ذا هيل.

### 2004–2008
في 2004، قفز براد قفزة أخرى-لتثبيت خطواته بين نجوم هوليوود-عندما لعب دور المحارب آخيل بفيلم طروادة (Troy) المُقتبس عن أسطورة الإلياذة، وحصل الفيلم على 3 جوائز وتم ترشيحه لأكثر من 18 جائزة أخرى، منها ترشيحه لجائزة الأوسكار وجائزة MTV أفضل قتال، مناصفة مع إيريك بانا الذي شاركه بطولة الفيلم. قبل تصوير الفيلم، قضي بيت ستة أشهر يتدرب بالسيف. أُصيب بيت في موقع التصوير في عرقوب قدمه، الأمر الذي أدي إلي تأجيل تصوير الفيلم لعدة أسابيع. صرح الناقد ستيفن هنتر من صحيفة واشنطن بوست أن بيت برع في مثل هذا الدور الصعب. كان فيلم طروادة هو أول فيلم لشركة بلان بي إنترتينمينت، وهي شركة أسسها بيت عام 2001 مع جينيفر أنيستون وبراد غري، وهو الرئيس التنفيذي لشركة باراماونت بيكتشرز. في نفس العام، عاد بيت لدور راستي راين في الجزء الثاني من أوشن 11، أوشن 12. حقق الفيلم 362 مليون دولار أمريكي في جميع أنحاء العالم. وصف الصحفي باول كلينتون من شبكة سي إن إن ديناميكية بيت وكلوني بأنها «أفضل كيمياء ذكر منذ بول نيومان وروبرت ريدفورد.» في عام 2005، لعب بيت دور جون سميث في فيلم المخرج دوغ ليمان الكوميدي والأكشن السيد والسيدة سميث أمام النجمة الشهيرة أنجلينا جولي، والتي لعبت دور زوجته جين سميث. يتحدث الفيلم عن زوجان ضجران يكتشفان أن كل منهما قاتل تم إرساله لقتل الآخر. تلقي الفيلم تقييمات معقولة، ولكن تم الإشادة به بشكل عام للكيمياء بين بيت وجولي. ذكرت صحيفة ستار تريبيون أنه «في حين أن القصة تبدو عشوائية، فإن الفيلم تسير أموره بالسحر الاجتماعي، والطاقة المنتشرة، وكيمياء الشاشة النووية الحرارية للنجمان». حقق الفيلم 487 مليون دولار أمريكي في جميع أنحاء العالم، مما يجعله واحد من الأفلام التي حققت نجاحًا كبيرًا في عام 2005.
في عام 2006، لعب بيت أمام النجمة الأسترالية كيت بلانشيت دور البطولة في فيلم الدراما متعدد السرد للمخرج المكسيكي أليخاندرو غونزاليز إيناريتو بابل. تلقى أداء بيت استحسان النقاد، وقالت صحيفة سياتل بوست-إنتليغنسر إنه يتمتع بالمصداقية وأعطى رؤية الفيلم. وقد قال بيت في وقت لاحق إنه يعتبر أخذ الدور كأحد أفضل القرارات في حياته المهنية. عُرض الفيلم في عرض خاص بمهرجان كان السينمائي 2006 وعُرض لاحقًا في مهرجان تورونتو السينمائي الدولي 2006. تلقي الفيلم سبع ترشيحات لجائزتي الغولدن غلوب والأوسكار، وفاز بجائزة الغولدن غلوب لأفضل فيلم دراما. ترشح بيت لجائزة الغولدن غلوب لأفضل ممثل مساعد في فيلم. في نفس العام، أنتجت شركة بيت، بلان بي إنترتينمينت، فيلم المغادرون، والذي فاز بجائزة الأوسكار لأفضل فيلم. بالرغم من أن بيت كان منتجًا للفيلم، إلا أن المنتج الإنجليزي غراهام كينغ (الذي شارك في إنتاج الفيلم) هو فقط من كان مؤهلًا للفوز بالأوسكار.

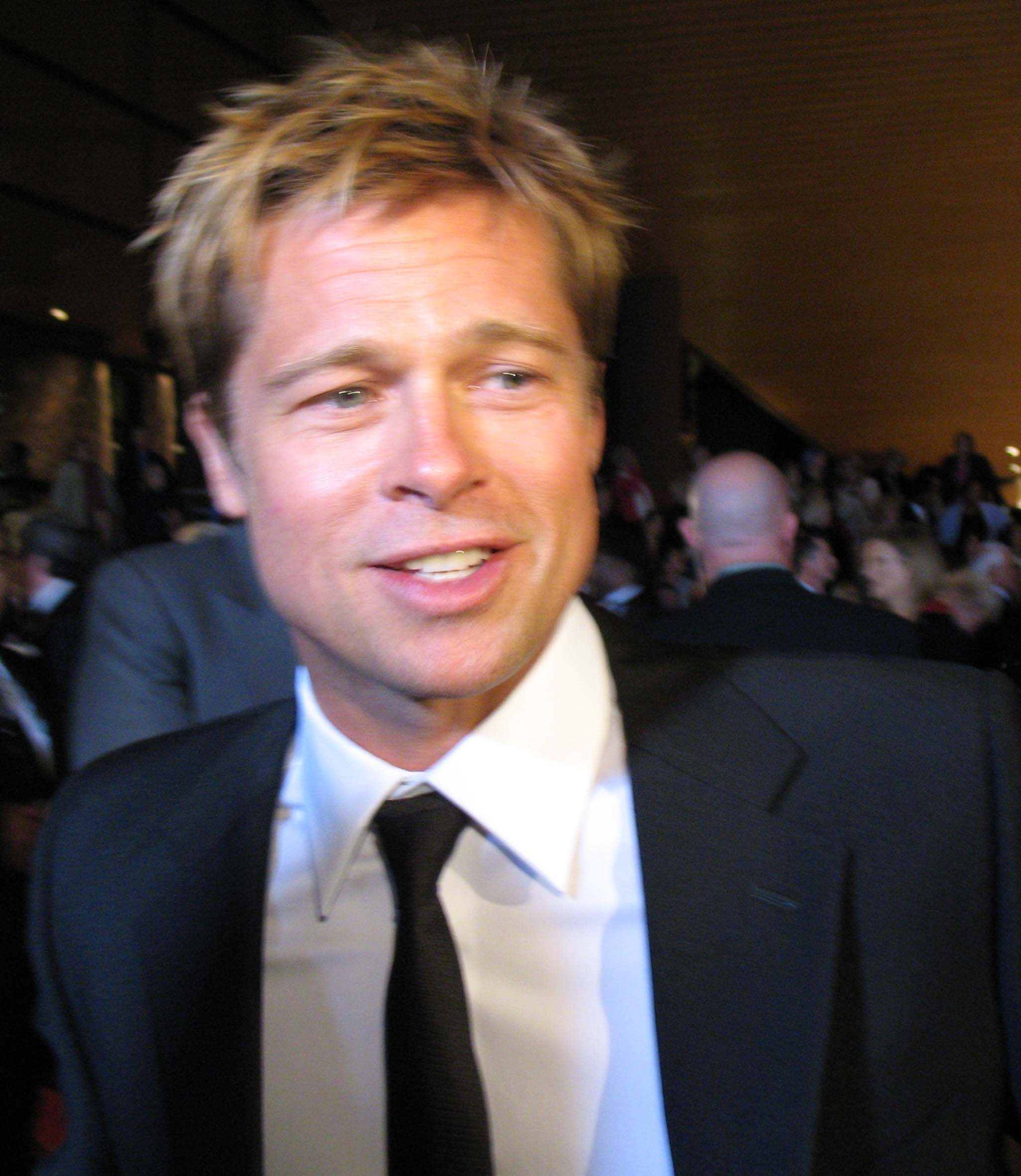
بيت في مهرجان بالم سبرينغس السينمائي الدولي 2007.

وفي عام 2007، قدم بيت فيلم الدراما الغربي اغتيال جيسي جيمس من قبل الجبان روبرت فورد، عن رواية تحمل نفس الاسم للكاتب رون هانسن، عن قصة حقيقية في أواخر القرن التاسع عشر عن حياة أحد أكثر المجرمين الأمريكيين شهرةً، وهو جيسي جيمس (الذي لعب دوره بيت) واغتياله بواسطة أحد أعضاء عصابته، وهو روبرت فورد (الذي لعب دوره كيسي أفليك). أخرج الفيلم المخرج الأسترالي أندرو دومينيك وأنتجه شركة بيت بلان بي إنترتينمينت، وعُرض لأول مرة في مهرجان البندقية السينمائي 2007. وفقًا لما ذكره الناقد لويس بيل من مجلة فيلم جورنال إنترناشونال، فإن بيت لعب دور «مخيف وجذاب». فاز بيت بجائزة كأس فولبي من مهرجان البندقية السينمائي الدولي الرابع والستون. وقد حصل على الجائزة مرة أخري بعد عام واحد في مهرجان 2008. اعتبارًا من يناير 2019، كان هذا الفيلم هو الفيلم المُفضل لديه من أفلامه. في نفس العام، عاد بيت للمرة الثالثة لدور راستي راين في الجزء الثالث من أوشن 11، أوشن 13. حقق الفيلم 311 مليون دولار أمريكي في جميع أنحاء العالم، وهو بذلك الجزء الأقل في الإيرادات في السلسلة.

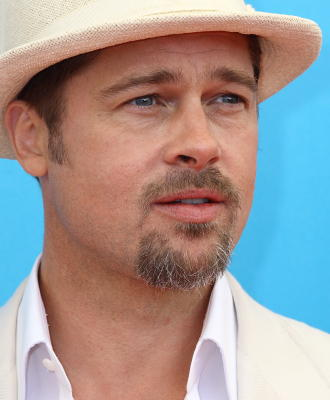
بيت في العرض الأول لفيلم يُحرق بعد القراءة عام 2008.

وفي 2008، ظهر دليل عبقرية بيت الفنية في تقديمه دور بنيامين باتون في فيلم حالة بنجامين باتون الغريبة، من إخراج ديفيد فينشر، وترشح الفيلم لأكثر من جائزة أوسكار، منها جائزة أفضل فيلم وجائزة أفضل ممثل لبراد بيت الذي ترشح عن نفس الدور لجائزة الغولدن غلوب لأفضل ممثل في فيلم دراما. كما أكسبه الفيلم، والذي هو مُقتبس بدون تدقيق من قصة قصيرة تم إصدارها عام 1921 للكاتب الراحل فرنسيس سكوت فيتسجيرالد، ترشيحًا لأول جائزة نقابة ممثلي شاشة له. واستطاع من خلاله إقناع المشاهد بواقعية الخيال في رجل لا ينمو ويعود به الزمن إلى الوراء. حقق الفيلم 335 مليون دولار أمريكي في جميع أنحاء العالم. وفقًا للناقد مايكل سراغو من صحيفة بالتيمور صن، فإن أداء بيت «الحساس»، جعل من بنجامين باتون «تحفة خالدة». في نفس العام، تعاون بيت لأول مرة مع الأخوان كوين في فيلم الكوميديا السوداء يُحرق بعد القراءة. تلقى الفيلم استقبالًا إيجابيًا من النقاد، إذ وصفته صحيفة الغارديان بأنه «كوميديا تجسس مُدبرة بمهارة، وبجرح مُحكم»، مشيرة إلى أن أداء بيت كان من أكثر أدواره إضحاكًا.

### 2009–حتي الآن

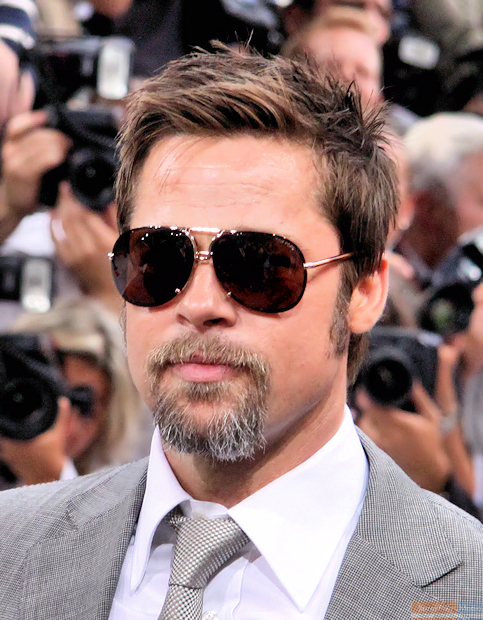
بيت في العرض الأول لفيلم أوغاد مجهولون في برلين في يوليو 2009.

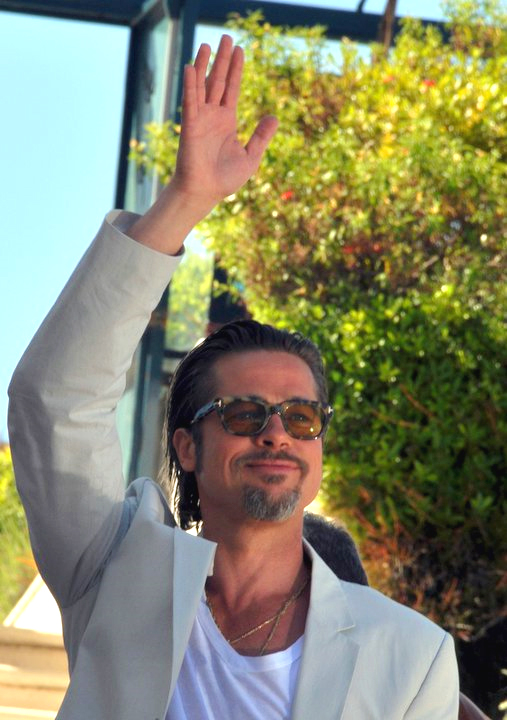
بيت يروج لفيلم شجرة الحياة في مهرجان كان السينمائي 2011.

وفي عام 2009، قدم براد الفيلم الحربي أوغاد مجهولون، من إخراج كوينتن تارانتينو، والذي يختلف شكلًا ومضمونًا عن سابقه. وتم عرضه في المسابقة الرسمية لمهرجان كان السينمائي. لعب بيت دور الملازم ألدو رين، وهو مقاتل مقاومة أمريكي يحارب النازيين في فرنسا التي تحتلها ألمانيا. حقق الفيلم 321 مليون دولار أمريكي في جميع أنحاء العالم وحصل على تقييمات إيجابية بشكل عام. حصل الفيلم على العديد من الجوائز والترشيحات، منها ثمانية ترشيحات لجائزة الأوسكار وسبعة ترشيحات لجوائز إم تي في للأفلام، منها أفضل أداء لذكر لبيت. اكتفى بيت في عام 2010 بأداء صوتي للبطل الخارق مترو مان لفيلم الأنيميشن ميجامايند. أنتج بيت وظهر في فيلم الدراما التجريبية شجرة الحياة، من إخراج تيرينس ماليك وشارك في البطولة النجم شون بن، وفاز الفيلم بالسعفة الذهبية في مهرجان كان السينمائي 2011. لعب بيت دور المدير العام لفريق أوكلاند أثلاتكس بيلي بين في فيلم الدراما كرة المال، وهو فيلم مبني علي كتاب يحمل نفس الاسم تم إصداره عام 2003 للكاتب مايكل لويس، في أداء لاقى ثناءً قوياً. ترشح الفيلم لست جوائز أوسكار منها جائزة أفضل فيلم وجائزة أفضل ممثل لبيت.

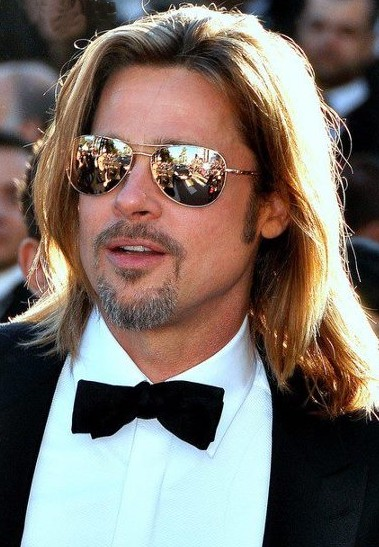
بيت في مهرجان كان السينمائي 2012.

لعب بيت دور القاتل المأجور جاكي كوغان في فيلم أندرو دومينيك قتلهم بلطف (2012)، وهو فيلم مبني على رواية تجارة كوغان للكاتب الراحل جورج في. هيغينز. في عام 2013، لعب بيت بطولة فيلم الإثارة حرب الزومبي العالمية، وهو فيلم عن كارثة الزومبي. الفيلم مُقتبس من رواية تحمل نفس الاسم للكاتب ماكس بروكس. كان بيت أيضًا منتجًا للفيلم. حقق الفيلم 540 مليون دولار أمريكي في جميع أنحاء العالم، ليصبح أعلى فيلم في الإيرادات له. أنتج بيت ولعب دورًا بسيطًا في فيلم الدراما التاريخية عبد لاثني عشر عامًا، وهو فيلم مبني علي السيرة الذاتية للمزارع الأسود سولمون نورثوب. تلقى الفيلم إشادة من النقاد وتم ترشيحه لتسع جوائز أوسكار، فاز منها بثلاثة، منها جائزة أفضل فيلم. لعب بيت دورًا مساعدًا في فيلم المستشار (2013) للمخرج الإنجليزي ريدلي سكوت. قدمت بلان بي إنترتينمينت أول مسلسل تلفزيوني لها في الفترة 2013–2014، كما تم أخذ مشروعها المُشترك مع استوديوهات إيه بي سي، مسلسل الخيال العلمي/الدراما البعث، من قِبل شبكة إيه بي سي.

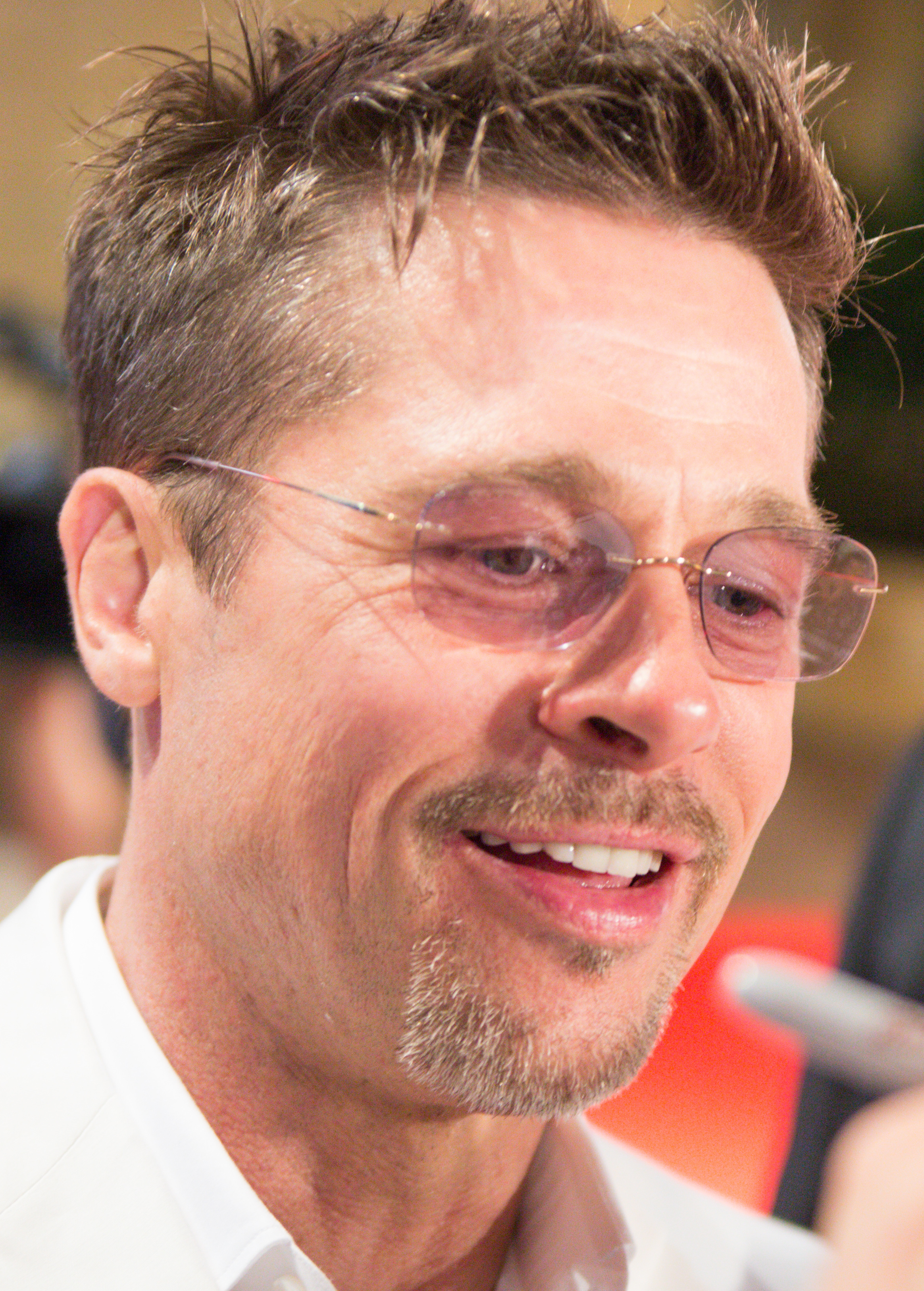
بيت في العرض الأول لفيلم آلة حرب في اليابان عام 2017.

في عام 2014، لعب بيت دور البطولة في فيلم الحرب العالمية الثانية غضب، كتابة وإخراج ديفيد آير، وشاركه البطولة الممثلين: شيا لابوف، ولوجان ليرمان، وجون بيرنثال، ومايكل بينا، وجايسون إسحاق، وسكوت إيستوود، وآليشيا فون رتبيرغ. تم إصدار الفيلم في 17 أكتوبر 2014. بحلول نهاية عرضه، أثبت الفيلم أنه نجاح تجاري ونقدي، حيث حقق 211 مليون دولار أمريكي في جميع أنحاء العالم وتلقى مراجعات إيجابية للغاية من النقاد. في 2015، لعب بيت دور البطولة أمام زوجته، أنجلينا جولي، في ثالث تجاربها الإخراجية بجوار البحر، وهو فيلم دراما رومانسية يتحدث عن زواج في أزمة، استنادًا إلى السيناريو الخاص بها. يعتبر هذا العمل أول عمل يجمع بيت وجولي منذ فيلمهما السيد والسيدة سميث عام 2005. جاء الدور التالي لبيت في فيلم الدراما الكوميدية والسيرة الذاتية العجز الكبير. كان بيت منتجًا للفيلم وشارك في بطولته أمام النجم البريطاني كريستيان بيل، والممثل الكوميدي ستيف كارل، والممثل الكندي رايان غوسلينغ. حقق الفيلم نجاحًا ماليًّا ونقديًّا. وصل الفيلم إلى أكثر من 102 مليون دولار أمريكي في جميع أنحاء العالم وتلقى مراجعات إيجابية من النقاد. ترشح الفيلم لخمس جوائز أوسكار، منها جائزة أفضل فيلم وثالث ترشيح للأوسكار لبيت كمنتج. في عام 2016، لعب بيت دور البطولة كمكافح تجسس يقع في حب جاسوسة فرنسية (لعبت دورها الممثلة الفرنسية ماريون كوتيار) خلال مهمة لقتل مسؤول ألماني في الحرب العالمية الثانية، في فيلم الإثارة والرومانسية الحلفاء للمخرج روبرت زيميكس. في عام 2017، لعب بيت بطولة فيلم نتفليكس الكوميدي الحربي الهجائي آلة حرب، وهو فيلم من إنتاجه أيضًا. لعب بيت دورًا متكررًا لشخصية رجل طقس في البرنامج الحواري الساهر عرض جيم جيفريز طوال عام 2017.
تم الإعلان عن جزء ثانٍ من فيلم حرب الزومبي العالمية في عام 2016، وذلك قبل تأخيره لفترة وجيزة، ثم تم التأكيد على أنه من إخراج ديفيد فينشر، ثم تم تأجيله في النهاية بسبب مشاكل في الميزانية. لعب بيت دور كليف بوث، وهو بديل مجازف، أمام الممثل العالمي ليوناردو دي كابريو، في فيلم المخرج كوينتن تارانتينو حدث ذات مرة في هوليوود الذي تم إصداره عام 2019. وحاز بيت عن دوره فيه علي جوائز الأوسكار لأفضل ممثل مساعد، والغولدن غلوب لأفضل ممثل مساعد في فيلم، والبافتا لأفضل ممثل في دور ثانوي، وجائزة نقابة ممثلي الشاشة عن الأداء المتميز من قبل ممثل في دور مساعد، وجائزة اختيار النقاد للأفلام لأفضل ممثل مساعد. وتُعد هذه المرة الثانية التي يفوز بها بيت بالأوسكار، كما تُعد جائزة الأوسكار الأولي له في فئة التمثيل. أيضا في عام 2019، لعب بيت دور البطولة في فيلم المخرج جيمس غراي الملحمي الفضائي أد أسترا، والذي لعب فيه دور روي ماكبرايد، وهو مهندس فضاء يبحث في المجرة عن والده. تمت الإشادة بأداء بيت كواحد من أفضل تحولاته في مسيرته المهنية، مقدمًا أداءً «يحول السلبية إلى شكل مميت من الدفاع عن النفس».
في عام 2022، ظهر بيت في فيلم المدينة المفقودة، بطولة النجوم ساندرا بولوك، وتشانينج تيتوم، ودانيال رادكليف. لعب بيت دور جاك ترينر، وهو نيفي سيل سابق تحول إلى عميل سري في وكالة المخابرات المركزية. أصبح الفيلم تاسع أعلي الأفلام دخلاً لعام 2022، محققًا 162 مليون دولار أمريكي في جميع أنحاء العالم. سيقوم بيت ببطولة فيلمي بابل للمخرج داميان تشازل وأمام نجمة فيلم حدث ذات مرة في هوليوود الأسترالية مارجو روبي، وقطار سريع للمخرج ديفيد ليتش. في سبتمبر 2021، تم الإعلان عن أنه سيُعيد التعاون مع جورج كلوني في فيلم إثارة من تأليف وإخراج جون واتس. بالآونة الأخيرة، في 5 يناير 2022، وقع صفقة مع شركة أبل لإنشاء فيلم سباق في سباق فورمولا 1.
في عام 2021، دخل بيت في مجال التسجيل من خلال إنشاء شركة مع منتج الأسطوانات الفرنسي داميان كوينتارد. تقع استوديوهات ميرافال في شاتو ميرافال لبيت في جنوب فرنسا، وستتم إعادة افتتاحها في عام 2022 بعد عقدين من التوقف. كانت النسخة السابقة من الاستوديو واحدةً من أكثر الاستوديوهات شهرةً في العالم، حيث أنتجت التسجيلات الخاصة بالفرقتان الإنجليزيتان بينك فلويد وميوز، والفرقة الإيرلندية ذي كرانبيريز، والفرقة الأسترالية أيه سي/دي سي، والمغنية البريطانية النيجيرية شادي أدو، من بين آخرين.

## الحياة الشخصية

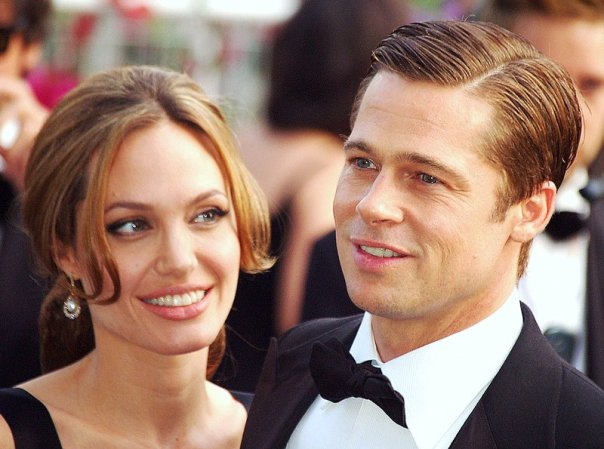
أنجلينا جولي مع بيت في مهرجان كان السينمائي2007.

التقى الممثلة جنيفر أنيستون في عام 1998 وتزوجها في حفل زفاف خاص في مدينة ماليبو عام 2000، انفصل الزوجان في عام 2005 والتقى بيت بالنجمة أنجلينا جولي أثناء تصوير فيلم السيد والسيدة سميث عام 2005، وارتبط معها بعلاقة غرامية ولديه منها 6 أطفال، 3 منهم بالتبني و3 آخرين بيولوجيين وأطفالهم هم :
- مادوكس جولي بيت وقد تبنته النجمة الأمريكية أنجلينا جولي في عام 2001 وعمره بضعة أشهر من كمبوديا وقد تبناه النجم براد بيت في 19-1-2006 بعد ارتباطه بالنجمة الأمريكية التي كانت حامل بطفلهما الأول أثناء التبني.
- زهرة جولي بيت وقد تبنتها النجمة أنجلينا جولي من إثيوبيا في عام 2005 وعمرها بضعة أشهر قبل أن يتبناها النجم الأمريكي براد بيت هي وأخوها مادوكس في 19-1-2006 بعد ارتباطه بعلاقة غرامية بأمهما أنجلينا جولي التي كانت حامل بطفل النجمين الأول أثناء التبني.
- شايلوه نوفيل جولي بيت هي الطفلة البيولوجية الأولى للنجميين الأمريكيين براد بيت وأنجلينا جولي، وقد ولدت في نامبيا في 27 مايو 2006 وقد أسمتها والدتها باسم شايلوه الذي يعني الفتاة المسالمة بينما اختار لها والدها اسمها الأوسط وهو نوفيل تيمناً بأحد قدواته التي امتلكت هذا الاسم، وقد باع والديها حقوق الصور الأولى لها لعدة مصادر إعلامية عالمية بمبلغ يصل إلى 10 ملايين دولار أمريكي وعمرها شهرين، ومن ثم تبرع والديها بالمبلغ إلى مؤسسات خيرية باسمها. يعرف عن شايلوه أنها من أشهر الأطفال في أمريكا والعالم، هذا إن لم تكن الأشهر؛ بسبب ذوقها الغريب في اختيار الملابس وقصات شعرها الغريبة وشخصيتها البارزة رغم صغر سنها، هذا بالإضافة إلى أنها تتميز بشفتين أنجلينا جولي المشهورتين، وشعر براد بيت الأشقر وعينيه الزرقاوتين. كما أن شايلوه هي أصغر شخص في العالم ينحت له تمثال من الشمع، فقد نحت لها عندما كان عمرها شهرين فقط.
- باكس ثين جولي بيت من مواليد 2004 من فيتنام وقد تبنته النجمة أنجلينا جولي في عام 2007 عندما كان عمره 3 سنوات ولم يستطع النجم براد بيت أن يتبناه إلا بعد فترة؛ بسبب قوانين فيتنام التي تمنع أي زوجين غير متزوجين من تبني طفل معاً.
- أما عن الطفلين الخامس والسادس للنجمين فهما التوأم نوكس ليون وفيفيان مارشلين جولي بيت وقد أنجبتهما النجمة أنجلينا جولي في 12 يوليو 2008 في فرنسا، وهما طفلان بيولوجيان للنجمين. يذكر أن أنجلينا جولي أسمت طفلتها فيفيان مارشليين تيمناً بوالدتها. بيعت حقوق نشر الصور الأولى للطفلين لمجلتي بيبول وهلو بمبلغ 14 مليون دولار أمريكي الذي يعتبر أغلى مبلغ بيع صور مشاهير في العالم والتاريخ، وقد تبرع النجمين بالمبلغ للمؤسسات الخيرية باسم الطفلين. انفصلا في 15 سبتمبر عام 2016 رسميًا؛ حيث طلبت أنجلينا الطلاق .

## القضايا الإنسانية والسياسية
زار بيت حرم جامعة ميسوري في أكتوبر 2004 لتشجيع الطلاب على التصويت في الانتخابات الرئاسية الأمريكية 2004، التي كان مناصراً فيها لجون كيري. لاحقاً في أكتوبر، دعم بشكل علني مبدأ التمويل العام لأبحاث الخلايا الجذعية الجنينية، قائلاً «علينا بكل تأكيد أن نفتح هذه السبل حتى يتمكن علماؤنا الأفضل والألمع من الوصول إلى تلك العلاجات التي يُؤمنون بأنهم سيجدونها». ودعمًا لهذه القضية أيّد المقترح 71 وهو مبادرة اقتراعية في ولاية كاليفورنيا تهدف لمنح تمويل من حكومة الولاية لأبحاث الخلايا الجذعية.
يدعم بيت حملة «ون» وهي منظمة تسعى لمحاربة الإيدز والفقر في العالم النامي. ولعب دور الراوي في المسلسل التلفزيوني «وصفة للنجاة: تحدٍ صحي عالمي» على قناة بّي بي اس العامة في 2005، والذي تحدث عن قضايا الصحة العالمية الحالية. في العام التالي سافر بيت وجولي على متن الطائرة إلى هاييتي، حيث زارا مدرسة تدعمها المنظمة الخيرية «يليه هاييتي» التي أسست من قبل مغني الهيب هوب المولود في هاييتي وايكليف جين.
في مايو عام 2007، تبرع بيت وجولي بمبلغ مليون دولار أميركي لثلاث منظمات معنية بضحايا أزمة منطقة دارفور في تشاد والسودان. بيت هو واحد من مؤسسي منظمة «نات أون أور واتش» إضافةً لكلوني، ودايمون، ودون شيدل، ودايفيد بريسمان، وجيري واينتراوب، وهي منظمة توجه الاهتمام العالمي نحو الحد من «الجرائم الوحشية».
حافظ بيت على اهتمامه بالعمارة، حتى أنه أخذ وقتًا بعيداً عن التصوير السينمائي لدراسة التصميم بمساعدة الحاسوب في مكاتب لوس أنجلوس التابعة للمهندس المعماري المشهور فرانك جيري. لعب دور الراوي في برنامج تصميم إي 2، وهو مسلسل تلفزيوني على قناة بّي بي إس يركز على الجهود العالمية لبناء أبنية صديقة للبيئة من خلال التصميم والعمارة المستدامة.
في عام 2000 شارك بتأليف كتاب معماري حول بلاكر هاوس مع المهندسين المعماريين توماس إيه. هاينز ورانديل ماكينسون. في 2006 أسس مؤسسة ميك إت رايت المتضمنة خبراء في تنظيم الإسكان في مدينة نيو أورلينز لتمويل وإنشاء 150 منزل جديد ومستدام وميسور التكلفة في منطقة الجناح التاسع عقب الدمار الحاصل بسبب إعصار كاترينا.
تضمن المشروع 13 شركة معمارية بالإضافة للمنظمة البيئية غلوبال غرين يو إس إيه، وقد تبرعت العديد من الشركات بخدماتها. تعهد كلّ من بيت وفاعل الخير ستيف بينغ بالتبرع ب 5 ملايين دولار. أنجزت البيوت الستة الأولى في أكتوبر من عام 2008، وفي سبتمبر من عام 2009 تلقى بيت جائزةً اعترافًا بالمشروع من المجلس الأميركي للأبنية الخضراء، وهو منظمة تجارية غير ربحية تدعم الاستدامة في كيفية تصميم وبناء وعمل الأبنية. التقى بيت بالرئيس الأميركي باراك أوباما والمتحدثة باسم مجلس النواب الأميركي نانسي بيلوسي في مارس من عام 2009، للترويج لفكرته عن بيوت الدفيئة كنموذج وطني ولمناقشة إمكانيات التمويل الفيدرالي.
في سبتمبر من عام 2006، أنشأ بيت وجولي منظمة خيرية، تدعى مؤسسة بيت - جولي، لدعم القضايا الإنسانية حول العالم. قدمت المؤسسة تبرعات أولية قدرها مليون دولار أميركي لكل من منظمة العمل العالمي للطفل وأطباء بلا حدود، متبوعة بتبرع قدره 100,000 دولار في أكتوبر من عام 2006 لمؤسسة دانيال بيرل، وهي منظمة أنشأت تخليداً لذكرى الصحفي الأميركي الراحل دانيال بيرل. بحسب الملفات الفيدرالية، استثمر بيت وجولي 8.5 مليون دولار في المؤسسة في عام 2006، فتبرعت المؤسسة بمبلغ قدره 2.4 مليون دولار في 2006 و3.4 مليون دولار في 2007.
في يونيو من عام 2009، تبرعت مؤسسة جولي - بيت لوكالة لاجئين تابعة للأمم المتحدة لمساعدة الباكستانيين النازحين بسبب القتال بين قوات الجيش وميليشية طالبان. في يناير من عام 2010، تبرعت المؤسسة بمليون دولار لمنظمة أطباء بلا حدود من أجل تقديم المساعدة الطبية الطارئة لضحايا زلزال هايتي.
يدعم بيت زواج المثليين. ففي مقابلة مع مجلة إسكواير عام 2006، قال بيت أنه سيتزوج من جولي عندما يصبح جميع من في أميركا قادراً على الزواج بشكل قانوني. في سبتمبر من عام 2008، تبرع بمبلغ 100,000 للحملة المناهضة لمقترح التصويت في ولاية كاليفورنيا المدعو بالمقترح 8، وهو مبادرة لإسقاط قرار المحكمة العليا التابعة للولاية للسماح بزواج المثليين. في مارس من عام 2012، برز بيت بدور القاضي فون ووكر في عرض لمسرحية داستن لانس بلاك، 8، وهي مسرحية تمثيلية للمحاكمة الفيدرالية التي أسقطت المقترح 8 الخاص بولاية كاليفورنيا لمنع زواج المثليين.
في سبتمبر من عام 2012، جدد بيت تأييده للرئيس باراك أوباما، قائلاً «إنني داعم لأوباما، وسأدعم حملته في الانتخابات الرئاسية الأميركية».

## الجوائز والتكريمات

### الأوسكار
- أفضل ممثل رئيسي عام 2009 عن فيلم The Curious Case of Benjamin Button. (ترشح فقط)
- أفضل ممثل مساعد عام 1995 عن فيلم Twelve Monkeys. (ترشح فقط)
- أفضل ممثل رئيسي عام 2012 عن فيلم Money Ball. (ترشح فقط)
- أفضل ممثل مساعد عام 2020 عن فيلم (once upon a time in hollywood) وفاز بها.[182]

### الغولدن غلوب
- أفضل ممثل مساعد في عام 2019 عن دوره في فليمOnce Upon a Time ... in Hollywood (فاز بها)
- أفضل ممثل في عام 2009 عن دوره في فيلم The Curious Case of Benjamin Button. (ترشح فقط)
- أفضل ممثل في عام 2007 عن دوره في Babel. (ترشح فقط)
- أفضل ممثل في عام 1996 عن دوره في Twelve Monkeys. (فاز بها)
- أفضل ممثل في عام 1995 عن دوره في Legends of the Fall. (ترشح فقط)

## أفلامه
| 1987 | Hunk                                                       | الرجل عند الشاطيء مع الشراب        | |      |              |  |  |
| 1987 | No Way Out                                                 | شرطي المطار                        | |      |              |  |  |
| 1987 | No Man's Land                                              | نادل                               | |      |              |  |  |
| 1987 | Less Than Zero                                             |                                    | |      |              |  |  |
| 1988 | The Dark Side of the Sun                                   | ريك                                | |      |              |  |  |
| 1989 | Happy Together                                             | براين                              | |      |              |  |  |
| 1989 | Cutting Class                                              | دوايت إينغلس                       | |      |              |  |  |
| 1990 | Too Young to Die                                           | بيلي كانتون                        | |      |              |  |  |
| 1991 | Across the Tracks                                          | جو مالوني                          | |      |              |  |  |
| 1991 | Thelma & Louise                                            | J.D.                               | |      |              |  |  |
| 1991 | Johnny Suede                                               | جوني سويد                          | |      |              |  |  |
| 1992 | Contact                                                    | كوكس                               | |      |              |  |  |
| 1992 | Cool World                                                 | المخبر فرانك هاريس                 | |      |              |  |  |
| 1992 | A River Runs Through It                                    | بول ماكلين                         | |      |              |  |  |
| 1993 | Kalifornia                                                 | إيرلي غرايسي                       | |      |              |  |  |
| 1993 | True Romance                                               | فلويد                              | |      |              |  |  |
| 1994 | The Favor                                                  | إليوت فاولر                        | |      |              |  |  |
| 1994 | Interview with the Vampire                                 | لويس دي بوانت دو لاك               | |      |              |  |  |
| 1994 | Legends of the Fall                                        | تريستان ودلو                       | ترشح – جائزة غلودن غلوب لأفضل ممثل |      |              |  |  |
| 1995 | Seven                                                      | ديفيد ميلز                         | |      |              |  |  |
| 1995 | 12 قردا                                                    | جيفري جوينز                        | جائزة غولدن غلوب لأفضل ممثل ترشح – جائزة الأوسكار لأفضل ممثل مساعد |      |              |  |  |
| 1996 | Sleepers                                                   | مايكل سوليفان                      | |      |              |  |  |
| 1997 | The Devil's Own                                            | فرانسيس أوستن مكواير / روري ديفاني | |      |              |  |  |
| 1997 | Seven Years in Tibet                                       | هاينريش هارر                       | |      |              |  |  |
| 1998 | Meet Joe Black                                             | جو بلاك                            | |      |              |  |  |
| 1999 | Fight Club                                                 | تايلر دردن                         | حصل على لقب أفضل شخصية فيلم على الإطلاق من قبل مجلة إمباير |      |              |  |  |
| 2000 | Snatch                                                     | ميكي أونيل (البيكي)                | ترشح – جائزة ستالايت لأفضل ممثل |      |              |  |  |
| 2001 | The Mexican                                                | جيري ويلباك                        | |      |              |  |  |
| 2001 | Spy Game                                                   | توم بيشوب                          | |      |              |  |  |
| 2001 | Ocean's Eleven                                             | رستي راين                          | |      |              |  |  |
| 2002 | Confessions of a Dangerous Mind                            | براد                               | |      |              |  |  |
| 2003 | Sinbad: Legend of the Seven Seas                           | سندباد                             | صوت |      |              |  |  |
| 2004 | Troy                                                       | آخيل                               | |      |              |  |  |
| 2004 | Ocean's Twelve                                             | راستي راين                         | |      |              |  |  |
| 2005 | Mr. & Mrs. Smith                                           | جون سميث                           | |      |              |  |  |
| 2006 | Babel                                                      | ريتشارد                            | ترشح - جائزة الغولدن غلوب لأفضل ممثل مساعد ترشح – جائزة ستالايت لأفضل ممثل مساعد ترشح - جائزة نقابة ممثلي الشاشة عن الأداء المتميز من قبل ممثل في السينما                                                                            |      |              |  |  |
| 2007 | Ocean's Thirteen                                           | راستي راين                         | |      |              |  |  |
| 2007 | The Assassination of Jesse James by the Coward Robert Ford | جيسي جيمس                          | |      |              |  |  |
| 2008 | Burn After Reading                                         | تشاد فيلدهايمر                     | ترشح - جائزة الأكاديمية البريطانية للأفلام لأفضل ممثل مساعد |      |              |  |  |
| 2008 | The Curious Case of Benjamin Button                        | بنجامين بوتون                      | ترشح – جائزة الأوسكار لأفضل ممثل ترشح - جائزة الأكاديمية البريطانية للأفلام لأفضل ممثل ترشح - جائزة الغولدن غلوب لأفضل ممثل ترشح – جائزة ستالايت لأفضل ممثل ترشح - جائزة نقابة ممثلي الشاشة عن الأداء المتميز من قبل ممثل في السينما |      |              |  |  |
| 2009 | Inglourious Basterds                                       | لملازم ألدو رين                    | ترشح - جائزة نقابة ممثلي الشاشة عن الأداء المتميز من قبل ممثل في السينما |      |              |  |  |
| 2010 | Megamind                                                   | ميترو مان                          | صوت |      |              |  |  |
| 2011 | The Tree of Life                                           | السيد اوبراين                      | |      |              |  |  |
| 2011 | Moneyball                                                  | بيلي بين                           | ترشح – جائزة الأوسكار لأفضل ممثل ترشح - جائزة الأكاديمية البريطانية للأفلام لأفضل ممثل ترشح - جائزة الغولدن غلوب لأفضل ممثل ترشح – جائزة ستالايت لأفضل ممثل ترشح - جائزة نقابة ممثلي الشاشة عن الأداء المتميز من قبل ممثل في السينما |      |              |  |  |
| 2011 | Happy Feet Two                                             | ويل                                | |      |              |  |  |
| 2012 | Killing Them Softly                                        | جاكي كوجان                         | |      |              |  |  |
| 2013 | 12 Years a Slave                                           |                                    | |      |              |  |  |
| 2013 | World War Z                                                | جيري لين                           | |      |              |  |  |
| 2013 | The Counselor                                              | ويستري                             | |      |              |  |  |
| 2013 | Voyage of Time                                             | صوت الرواي                         | وثائقي |      |              |  |  |
| 2014 | Fury                                                       | الرقيب دون "واردادي" كولير         | |      |              |  |  |
| 2015 | بجوار البحر                                                | رونالد                             | |      |              |  |  |
| 2015 | ذا بيج شورت                                                | Ben Rickert                        | |      |              |  |  |
| 2016 | الحلفاء                                                    | ماكس                               | |      |              |  |  |
| 2017 | آلة حرب                                                    |                                    | |      |              |  |  |
| 2019 | وانس ابون تايم اون هيوليود                                 |                                    | |      |              |  |  |
| 2019 | Ad Astra                                                   |                                    | |      |              |  |  |
| 2022 | بابل                                                       |                                    | | 2022 | Bullet Train |  |  |
| 2024 | Wolfs                                                      |                                    | |      |              |  |  |

## روابط خارجية
- براد بيت على موقع IMDb (الإنجليزية)
- براد بيت على موقع ميتاكريتيك (الإنجليزية)
- براد بيت على موقع الموسوعة البريطانية (الإنجليزية)
- براد بيت على موقع روتن توميتوز (الإنجليزية)
- براد بيت على موقع مونزينجر (الألمانية)
- براد بيت على موقع قاعدة بيانات الأفلام العربية
- براد بيت على موقع ألو سيني (الفرنسية)
- براد بيت على موقع ميوزك برينز (الإنجليزية)
- براد بيت على موقع تيرنر كلاسيك موفيز (الإنجليزية)
- براد بيت على موقع أول موفي (الإنجليزية)